# シンデレラ (サイダーガールの曲)
「シンデレラ」は、日本のロックバンド、サイダーガールの楽曲である。2021年10月8日にデジタル配信された。デジタル配信された楽曲としては4曲目にあたる。

## 概要
「シンデレラ」はオダトモヒト原作のTX系アニメ『古見さんは、コミュ症です。』のオープニング・テーマに起用された。オダトモヒトはサイダーガールのファンで、原作コミックス20巻の発売日である2021年2月18日に公開されたアニバーサリー動画でもサイダーガールとコラボしている。
作詞・作曲はボーカルの Yurin 、編曲は江口亮。青春を感じさせる旋律とカラフルなバンドサウンドが特徴のキャッチーな楽曲で、寂しそうにしている女の子に対して、気の利いたことは言えないけれど、彼女と一緒に日々の中の小さな喜びを育てていたいと思っている男の子の内面を歌っている。
サイダーガールの楽曲の特徴として、2番以降が同じ曲調で展開することはほとんどなく、「シンデレラ」においても1番の爽やかな曲調からガラリと変化する。間奏からサビへの展開もバンドサウンド、打ち込み、さらに金管楽器を取り入れている。Yurin はフューチャー・ベースやヒップホップから受けたインスピレーションを楽曲に落とし込んだ結果であり、そこに猫の鳴き声や水の音を用いて可愛らしさを加えたという。金管楽器の要素はもともとデモの段階で入れていたトランペットを残したものであり、これにより楽曲を華やかにしつつ、ドラマチックな展開を作ることができたと話している。
10月7日にYouTubeで公開されたノンクレジット・オープニングは12月1日の段階で再生回数250万回を達成。オープニングアニメーションは、サイダーガールのアルバムのジャケットを制作しているイラストレーターのかとうれいの作風を取り入れながら、監督の渡辺歩自らサイダーガールのイメージに合わせて作画したという。
ミュージックビデオは2021年11月1日夜9時にYouTubeでプレミア公開された。サイダーガールとしては初めてのアニメーションによるミュージックビデオで、新進気鋭の制作チームによって制作されている。テーマは現代版シンデレラ。シティ・ポップ風のアニメーションは、明るく鮮やかな色彩で美しく描かれた都市や青空、海が印象的。音楽ライターの南明歩は登場する女性たちの連帯といった意味合いを含ませつつ、勇気と力を感じることができる映像と評している。
12月1日発売の約2年ぶりのアルバム『SODA POP FANCLUB 4』に収録された。

## 収録アルバム
| 曲名       | アルバム               | 発売日        | 備考               |
| ---------- | ---------------------- | ------------- | ------------------ |
| シンデレラ | 『SODA POP FANCLUB 4』 | 2021年12月1日 | オリジナルアルバム |